# ماسیمو مولیکا
ماسیمو مولیکا (ایتالیایی: Massimo Mollica؛ ‏ ۱۹ مارس ۱۹۲۹ – ۱ مهٔ ۲۰۱۳) بازیگر و کارگردان نمایش اهل ایتالیا بود.
از فیلم‌هایی که وی در آن‌ها نقش داشته‌است، می‌توان به سالواتوره جولیانو اشاره نمود.